# Рей (окръг, Тенеси)
Вижте пояснителната страница за други значения на Рей.
Окръг Рей (на английски: Rhea County) е окръг в щата Тенеси, Съединени американски щати. Площта му е 870 km², а населението – 28 400 души (2000). Административен център е град Дейтън.